# Holtstek
De Holtstek is een straat in Groningen.
De straat loopt vanaf het Damsterdiep naar het Eemskanaal Noordzijde en is de meest westelijke van drie straten in het project Damsterbuurt No. 3. De andere straten zijn het Balkgat en de Zagerij. De straat en de gehele buurt waarin deze ligt is onderdeel van een bouwproject uit 1980, ontworpen door de Nederlandse architect Wim Quist. De straat bestaat uit gemengde woningbouw, met geschakelde eengezinswoningen en portiekwoningen, alles in één stijl gebouwd.
Aweg ·
Bedumerweg ·
Damstersingel .
Eemskanaal Noordzijde .
Herman Colleniusstraat .
Holtstek .
Korreweg .
Kraneweg .
Petrus Campersingel ·
Westersingel ·